# David Farrington
David P. Farrington (Ormskirk, Lancashire, Inglaterra, 1944–5 de noviembre de 2024),  fue un profesor emérito de Criminología Psicológica, en el Instituto de Criminología de la Universidad de Cambridge. Fue presidente de la Sociedad Americana de Criminología entre 1998-99, la primera y única persona no nacida en Norteamérica que ha sido elegida para este cargo.
Es psicólogo forense colegiado, editor de la revista “Criminal Behaviour and Mental Health”, además de ser miembro editor de otras revistas. Su mayor interés en investigación ha sido y es actualmente, la criminología del desarrollo, siendo director del Estudio de Cambridge sobre Desarrollo Delincuente, el cual, es un estudio longitudinal prospectivo con más de 400 varones de nacionalidad londinense, entre los 8 años de edad, y los 61. Junto a lo anterior, destacan los 777 artículos que David ha publicado en revistas y capítulos de libros sobre temas criminológicos y psicológicos, los 111 libros, monografías y publicaciones gubernamentales y 156 publicaciones más cortas.
Ha recibido el Premio Estocolmo de Criminología en 2013, además es la primera los cuatro premios más destacables de la Sociedad Americana de Criminología: el Premio Edwin Sutherland, el Premio Sellin-Glueck en 1984, el Premio August Vollmer en 2014, y, finalmente, el Premio Herbert Bloch en 2018. Con ello, cabe resaltar que es miembro de la Academia Británica, la Academia de Ciencias Médicas, la Sociedad Británica de Psicología, la Sociedad Americana de Criminología y de la Sociedad Internacional para la Investigación de la Agresión, es Miembro Honorario de la Sociedad Británica de Psicología y Miembro Honorario Vitalicio de la Sociedad Británica de Criminología y de la División de Psicología Forense de la Sociedad Británica de Psicología.
- Datos: Q1030404